# كيفن بيكر
كيفن بيكر (بالإنجليزية: Kevin Baker)‏ (1958) روائي أمريكي ومعلق سياسي وصحفي.